# Vesoul (chanson)
Pour les articles homonymes, voir Vesoul (homonymie).
Clip vidéo
[vidéo] « Jacques Brel & Marcel Azzola - Vesoul », sur YouTube
[vidéo] « Jacques Brel enregistre Vesoul », sur YouTube
Vesoul est une chanson française de l'auteur-compositeur-interprète Jacques Brel, single extrait de son album J'arrive de 1968, un des grands succès emblématiques internationaux de sa carrière et de la chanson française.

## Présentation
Cette chanson humoristique de music-hall est un archétype du plus pur style de l' « humour noir ironique comique caricatural théâtral auto-dérisoire satirique et burlesque de Brel » sur le thème d'une critique caricaturale d'une « relation amoureuse de vieux couple » (avec un style personnalisé peut-être partiellement inspiré de son propre couple). La performance de l'interprétation théâtrale de cette chanson est caractéristique de son œuvre, en débutant sur un style très aimable de musique romantique à la flûte traversière de petite musique de chambre, pour accélérer avec un crescendo progressif vers une rythmique, une cadence, un tempo et une intensité survoltée, hystérique et vertigineuse de sa voix, sur des airs de flonflons, de valse musette et d'accordéon frénétiques. Les paroles font références aux villes de Vesoul (préfecture du département de la Haute-Saône) ainsi qu'à Vierzon, Honfleur, Hambourg, Anvers, Paris et Byzance. Son apostrophe devenue culte « Chauffe, Marcel ! » fait référence à la prestation d'accordéon enflammée de son accordéoniste Marcel Azzola. Mondialement connue, la chanson a été reprise et enregistrée sur support physique plus de 150 fois dans une quinzaine de langues par des artistes de réputation nationale et internationale. Elle a été citée dans de nombreuses œuvres littéraires, musicales et cinématographiques.

## Genèse

### Contexte et inspiration vesoulienne

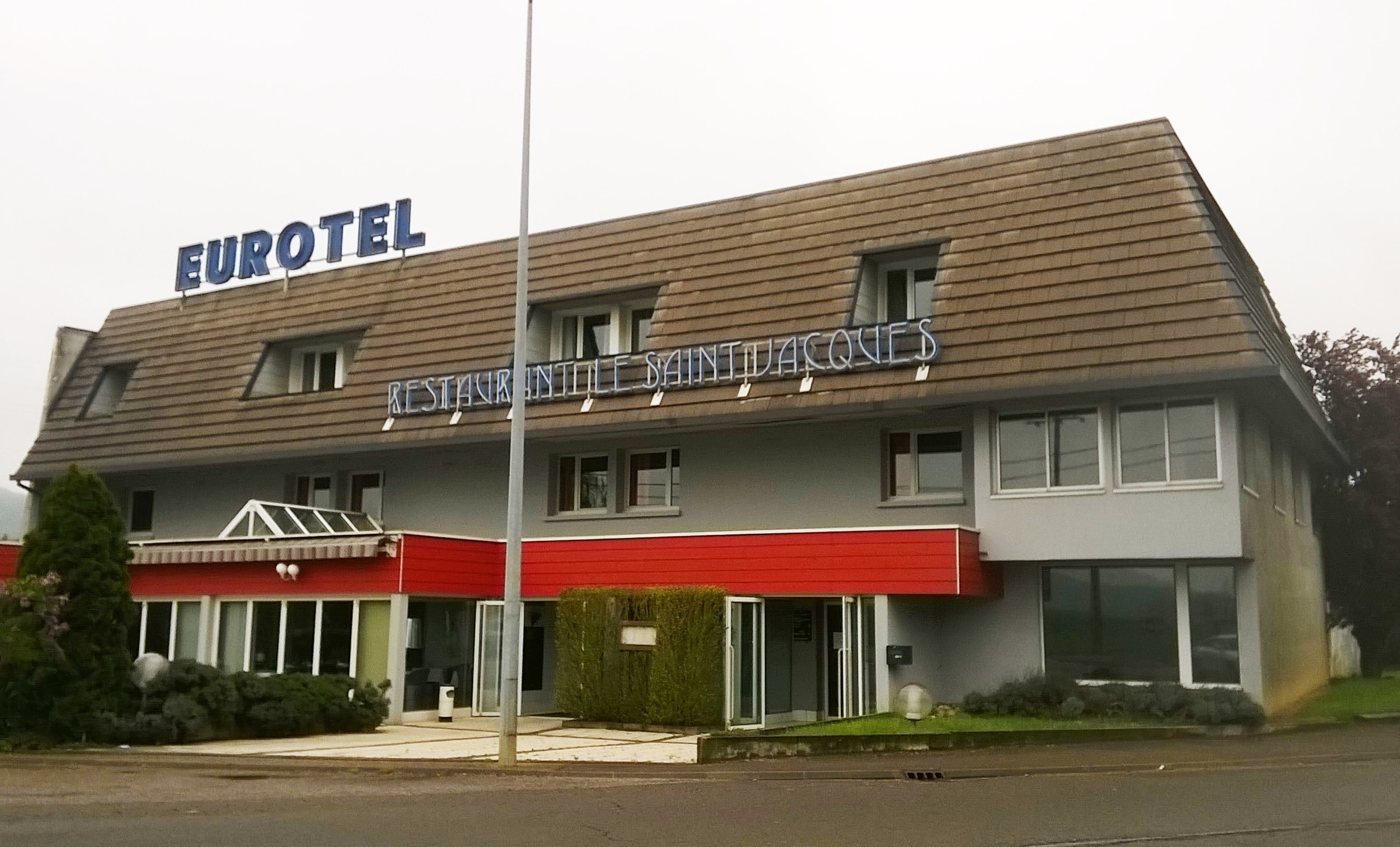
L'hôtel Eurotel anciennement La Bonne Auberge, où Brel séjourna en 1960.

Jacques Brel est venu deux fois à Vesoul, dans les années 1960, avec divers variantes de témoignages locaux.
Jacques Brel séjourne à Vesoul le 28 juillet 1960, où il passe une nuit à l'hôtel-restaurant La Bonne Auberge ; l'établissement étant situé plus précisément à cheval sur les communes de Vesoul et de Frotey-lès-Vesoul, à proximité de la nationale 57. Après avoir passé la soirée en compagnie des clients, du personnel et des patrons de l'hôtel René et Jacqueline Kielwasser, il promet d'écrire un jour une chanson évoquant Vesoul,,. L'artiste signe le livre d'or de l'établissement : « Avec ma plus gentille chanson. Très amicalement. J Brel. ». D'après Danièle Déroulède-Kielwasser, la fille des propriétaires de l'établissement, qui était alors adolescente à l'époque, Jacques Brel aurait déclaré en déjeunant en terrasse sous un arbre :

« Vous m'avez tellement bien reçu qu'un jour, je ferai une chanson sur Vesoul. »

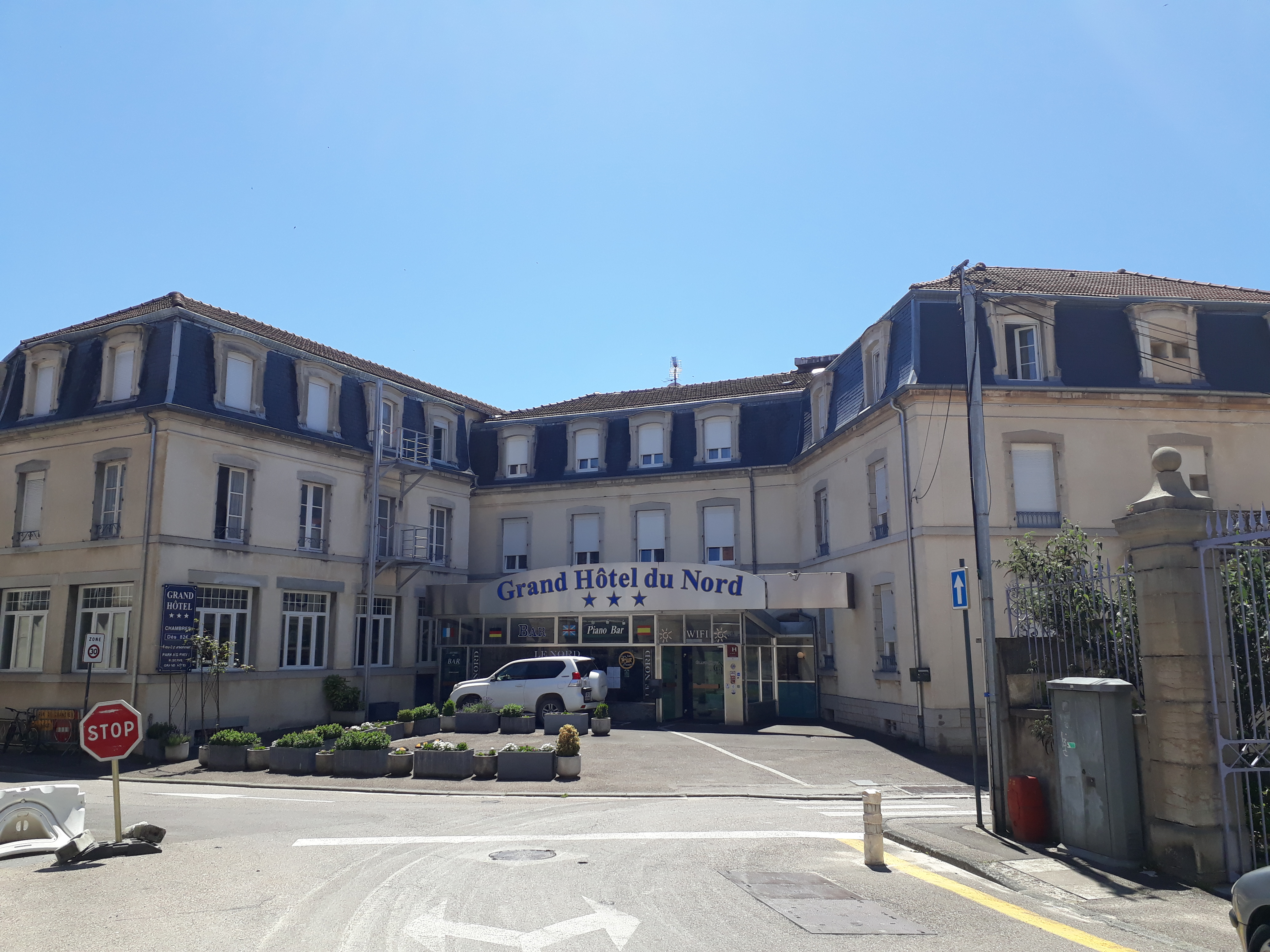
Jacques Brel séjourna également à lhôtel du Nord.

Le 20 août 1966 ou selon d'autres sources en 1967, Jacques Brel a passé une seconde nuit à Vesoul, à l'Hôtel du Nord du couple d'hôteliers Henri et Monique Kielwasser (actuellement Grand Hôtel du Nord), hôtel renommé de la ville construit en 1928 par l'architecte André Boucton, situé rue de l'Aigle Noir, dans le centre historique de Vesoul. Selon Brigitte Maspla, actuelle propriétaire de l'établissement, il s'est arrêté dans cet hôtel à la suite d'une panne de voiture mais selon d'autres sources, Brel aurait réalisé un concert au casino de Luxeuil-les-Bains en ce 20 août 1966, cependant la ville ne possédant pas de terrain permettant l'atterrissage des avions civils (le seul aérodrome de la ville est la base aérienne 116 Luxeuil-Saint-Sauveur n'autorisant pas les avions civils), le chanteur se serait posé sur l'aérodrome le plus proche : l'aérodrome de Vesoul - Frotey. Ainsi, il séjourna une nuit à l'Hôtel du Nord dans la chambre no 246, pièce d'environ 25 m², et a mangé dans ce même hôtel, un repas composé notamment d'une chartreuse de truite avec une mousse aux morilles préparée par Alain Madeleine, chef cuisinier de l'hôtel, réputé dans la région,,.

### Composition et paroles
Brel écrit et compose Vesoul entre 1967 et 1968, avec 5 couplets et de 3 refrains, sur des airs de flonflons, de valse musette et d'accordéon. Les couplets sont chantés en crescendo avec une augmentation progressive de la voix, qui finit très rapidement, à la fin de chacun d'entre eux. Textuellement, plusieurs lieux sont cités dans la chanson, qu'on retrouve en majorité dans les couplets : principalement des endroits localisés en France (Vierzon, Vesoul, Honfleur, mont Valérien, Cantal, la gare Saint-Lazare, Paris), mais aussi en Europe (Hambourg, Anvers, Byzance). On note aussi des noms : Dutronc (en référence à Jacques Dutronc) et Hortense « T'as voulu voir Vesoul, et on a vu Vesoul, t'as voulu voir Honfleur, et on a vu Honfleur, t'as voulu voir Hambourg, et on a vu Hambourg, j'ai voulu voir Anvers, on a revu Hambourg, j'ai voulu voir ta sœur, et on a vu ta mère... Mais je te le redis (chauffe, Marcel, chauffe), je n'irai pas plus loin, mais je te préviens (caille, caille, caille), le voyage est fini, d'ailleurs, j'ai horreur de tous les flonflons, de la valse musette et de l'accordéon... ».

### Enregistrement

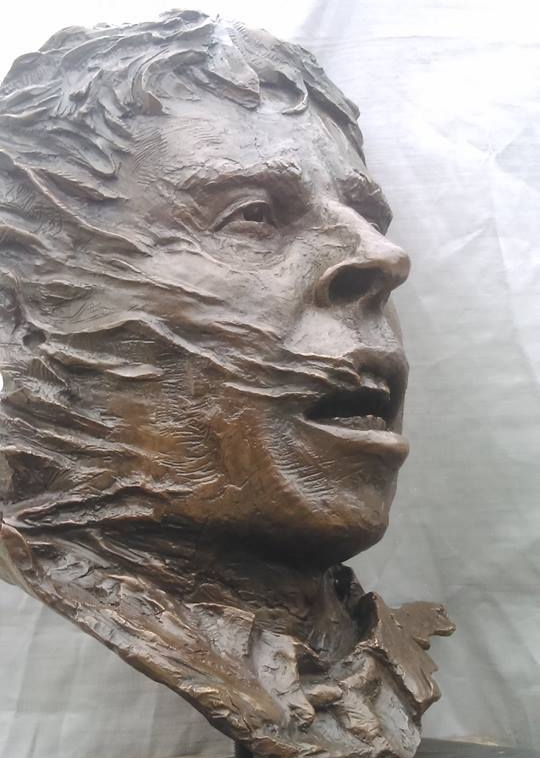
Buste de Jacques Brel exposé depuis 2016 dans le hall du théâtre Edwige-Feuillère de Vesoul.

Vesoul constitue la deuxième chanson de la face A de l'album J'arrive, le dixième de l'artiste, enregistré dans les studios Barclay de Paris. Pour cette chanson de 3:06 minutes, Jacques Brel est accompagné de lui même à  la guitare, de Marcel Azzola à l'accordéon, et de Gérard Jouannest au piano.

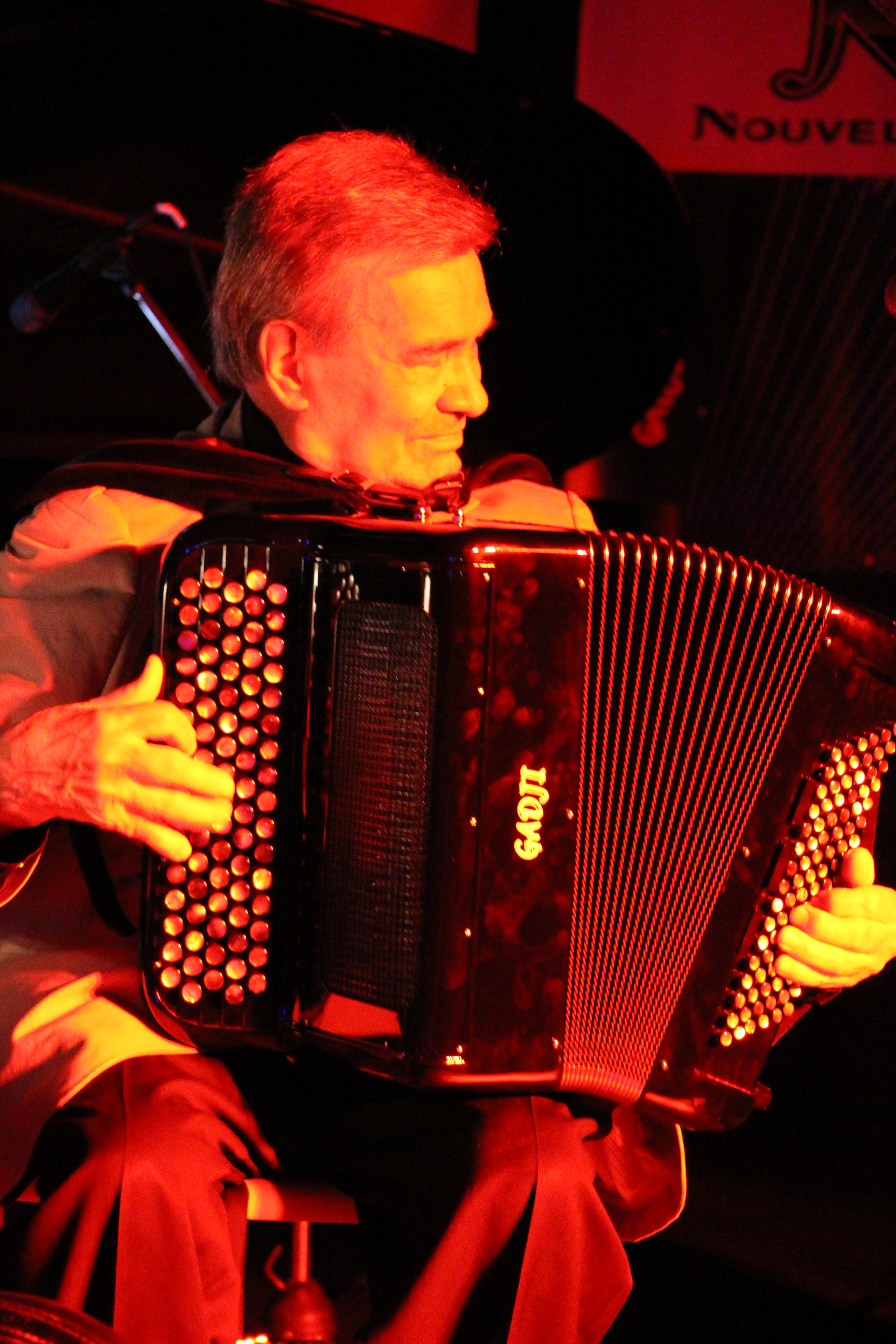
Marcel Azzola, accordéoniste de la chanson.

L'enregistrement, qui s'est déroulé le 23 septembre 1968, est en grande partie une improvisation du fait, notamment, du manque de temps. En effet, il restait 10 minutes d'utilisation du studio pour Brel et Azzola ; le jazzman américain Chet Baker attendait son tour à la porte pour utiliser le lieu. Par conséquent, seules deux prises de la chanson sont faites. Au cours de la première prise, Jacques Brel demande à Marcel Azzola de faire quelques variations, tandis qu'habituellement il le lui interdisait. Lors de la seconde, Marcel Azzola ajoute quelques variations musicales et rythmiques ce qui amène Jacques Brel à s'exclamer « Chauffe, Marcel ! ». C'est la seconde, au cours de laquelle le chanteur interpelle par son prénom l'accordéoniste Marcel Azzola, qui est finalement retenue,,.
À propos de l'apostrophe « Chauffe, Marcel ! », déjà enregistrée et popularisée par le duo d'humoristes Dupont et Pondu (1960) puis par Les Charlots (1966), elle devient l'une des plus célèbres de la chanson française, au point de passer dans le langage courant.
Marcel Azzola déclare en juillet 2017 que « c'est une chanson de fin de séance sur laquelle il ne comptait pas beaucoup. Cette chanson, il l'avait écrite comme un jeu ». Initialement, le titre de l'œuvre aurait dû être Vierzon-Vesoul ou Azzola - Vesoul ; cette dernière option a été refusée par Marcel Azzola.

## Interprétations en direct
Outre la version originelle audio enregistrée le 23 septembre 1968, existent deux autres versions de Vesoul interprétées par Jacques Brel et filmées :
- l'une, diffusée le 12 octobre 1968 durant l'émission de télévision À l'affiche du monde de Christophe Izard : Reportage noir et blanc Jacques Brel enregistre réalisé par Robert Manthoulis [Cf. Coffret Brel, Comme quand on était beau (2003) : DVD Brel 02] ;
- l'autre, diffusée le 31 décembre 1968 durant l'émission télévisée Soirée prestige Réveillon d'Alain Dhénaut, avec Marcel Azzola à l'accordéon [Cf. Film 35 mm Jacques Brel (1982) de Frédéric Rossif  / Cf. VHS Jacques Brel (n.d.) et VHS Brel, 10 ans après (1988)  / Cf. Coffret Brel, Comme quand on était beau (2003) : DVD Brel 01].

Ayant abandonné le tour de chant en 1967, Jacques Brel n'a jamais chanté Vesoul sur scène.

## Mentions dans la culture et les arts

### Œuvres littéraires
Dans la bibliographie de l'ouvrage de Bernard Belin Jacques Brel, T'as voulu voir Vesoul…! (2013) qui lui est consacré, il est question de la chanson Vesoul au sein de nombreux essais, biographies, récits de souvenirs, récits de voyages, lettres, mémoires, thèses, recueils de chansons, etc. concernant tant Jacques Brel que la chanson française en général.
La chanson a été mentionnée en outre dans divers romans et œuvres littéraires, notamment : le roman Café-Crime de Jacques Lanzmann (1987), les chroniques Les métiers de la rue de Jil Silberstein & Jean Mohr (1990), le roman Tigre en papier d'Olivier Rolin (Prix France Culture 2002), le roman Le paradis d'en face de Paul Marchand (2007), le roman noir Lazy Bird d'Andrée A. Michaud (2009) et On ne vit qu'une heure, une virée avec Jacques Brel de David Dufresne (2018).

### Œuvres cinématographiques
Dans le film Jacques Brel (1982) de Frédéric Rossif faisant apparaître à travers chansons et documents l'aventure et la carrière du chanteur-auteur-compositeur et comédien, figure l'originale interprétation de Vesoul, au cours de l'émission télévisée Soirée prestige Réveillon d'Alain Dhenaut diffusée le 31 décembre 1968, avec le « Chauffe Marcel ! » et le solo à l'accordéon de Marcel Azzola qui ont contribué au succès de la chanson.
Dans le film Voyage en Chine (2015) de Zoltan Mayer, le personnage Liliane (Yolande Moreau) entend la voix de Jacques Brel chantant Vesoul.

### Œuvres musicales
La chanson Vesoul  a été citée dans diverses œuvres musicales : Il pleut sur Bruxelles (1981) de Michel Jouveaux (paroles) et Jeff Barnel (musique) interprétée par Dalida, Le temps de nos guitares (2008) de/par Georges Moustaki (accompagné à l'accordéon par Marcel Azzola sur l'enregistrement CD).

### Œuvres humoristiques
Dans l'une de ses capsules audio humoristiques Les Deux Minutes du peuple parodiant un épisode type de la série télévisée X-Files (la série d'épisodes parodiques s'intitulant X-Files du peuple), François Pérusse met en scène un extraterrestre qui interprète devant public une version parodique de Vesoul (étendant la géographie et le voyageur de la chanson au Système solaire).

## Postérité

### Hommages

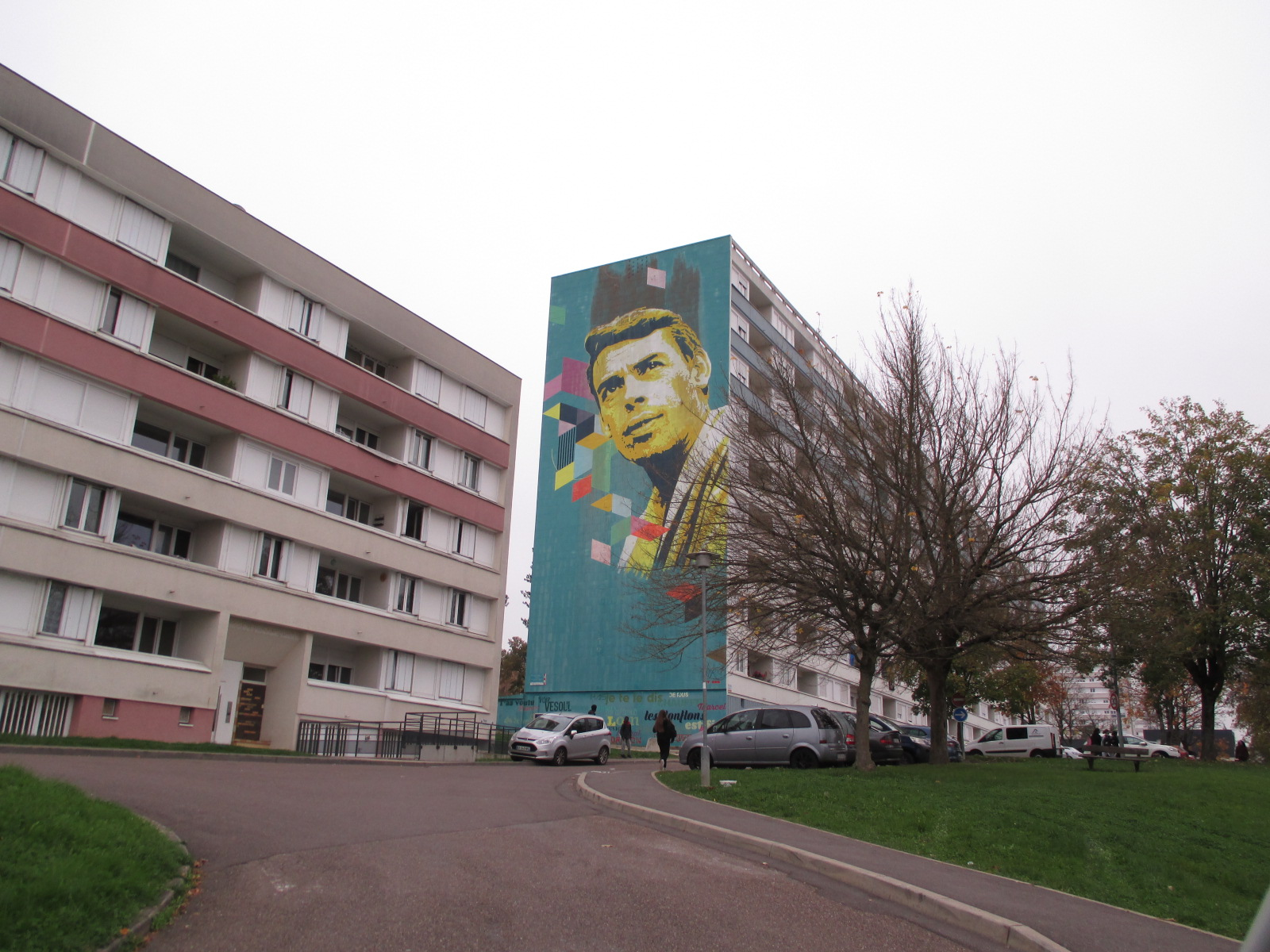
Vue panoramique d'une fresque de Jacques Brel à Vesoul.

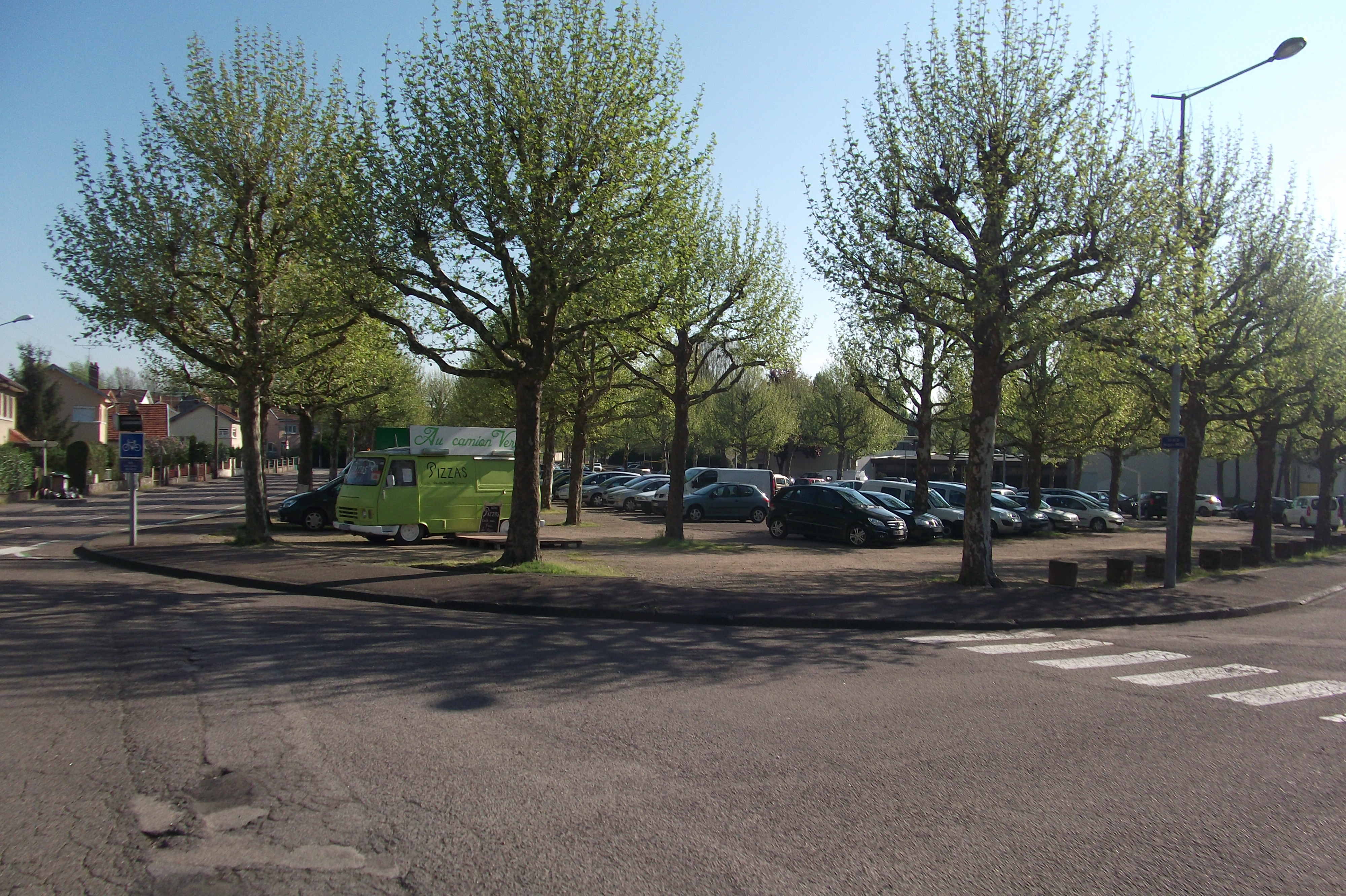
La place Jacques-Brel à Vesoul.

Grâce au succès populaire de cette chanson, la ville de Vesoul a nommé plusieurs de ces lieux du nom de l'artiste, :
- Le festival Jacques-Brel : concours de musique créé en 2000 qui se déroule pendant 2 semaines chaque année au théâtre Edwige-Feuillère et qui a pour objectif de faire découvrir des jeunes nouveaux talents de la chanson française[21].
- Le collège Jacques-Brel : établissement scolaire située dans le quartier du Montmarin, initialement nommé collège de Pontarcher qui fut ensuite rebaptisé collège Jacques-Brel.
- La place Jacques-Brel : place publique localisée à proximité du collège Jacques-Brel[22].
- La fresque murale Jacques-Brel : fresque murale de grandes dimensions (28 mètres de haut par 12 mètres de large) réalisée à l'été 2019 par l'artiste vésulienne Pink'ArtRoZ sur l'une des façades latérales d'un immeuble de neuf étages du cours Montaigne dans le quartier du Montmarin. Achevée le 14 août et inauguré le 27 septembre 2019, la réalisation de cette œuvre nécessita 175 litres de peinture et environ vingt jours de travail. Il s'agit de la plus haute fresque réalisée dans la région[23],[24],[25].
- Le buste Jacques-Brel : buste représentant l'artiste inauguré le 8 septembre 2016 et exposé au théâtre de Vesoul[26]. L'œuvre a été réalisée par le sculpteur haut-saônois Frédéric Lanoir, fan de Jacques Brel. Fait d'argile entourée d'une armature métallique, le moule du buste a été réalisé par la fonderie d'art Serralheiro, à Port-sur-Saône, non loin de Vesoul. Le coût total de construction est d'environ 6 000 €[27],[28].

Une place, au nom de Jacques Brel, est également inaugurée à Vierzon en juin 2019, pour rendre hommage à l’artiste ainsi qu’à la chanson.

### Reprises et adaptations
Outre les 3 interprétations de Jacques Brel, on compte plus de 150 versions de la chanson enregistrées sur support physique (vinyles, K7, CD, DVD, film) par des artistes de la scène française et internationale, qui ont été recensées dans un ouvrage de Bernard Belin.
[Versions en français ; Traductions-Adaptations : allemand (8), anglais (2), anglais-américain (2), croate (1), dalmate (1), finnois (1), hébreu (4), italien (1) et génois (1) et milanais (1), néerlandais (3), norvégien (1), polonais (1), slovène (1), suédois (3) ;
(*) Versions instrumentales (39) ;  (**) Cartons perforés pour musique mécanique (3)].
| Année | Autres interprètes ayant repris et enregistré la chanson |
| ----- | --- |
| 1968  | Marcel Azzola * ; Robert Trabucco & son ensemble musette * ; |
| 1969  | Les Compagnons de la Discothèque de Paris [Voix masculine anonyme] ; |
| 1970  | Aviva Schwartz, Dany Litany, Ricky Gal & Israël Gurion [ריקי גל, ישראל גוריון, דני ליטני, אביבה שוורץ] (hébreu : אלואיז / Éloïse) ; |
| 1973  | Yossi Banaï [יוסי בנאי] (hébreu : יש גבול / Yesh gvul) ; |
| 1976  | Michael Heltau (allemand : Wien) ; |
| 1978  | Hector Delfosse ("Vezoul") * ; |
| 1980  | Marcel Azzola & Lina Bossatti, Version no 1 * ; Ferdie Uphof (anglais-américain : The music of Paree) ; |
| 1982  | Jean Corti ("Vezoul") * ; |
| 1983  | Rino "Joe" Sentieri (génois : Ti voevi anda' a Rapallo / T'as voulu voir Rapallo) ; |
| 1986  | Pierre Devreux ; Taupa Norvegica (K7) * ; |
| 1988  | Coimbra ("Vesour") (K7) * ; |
| 1989  | Lydie Auvray, Version no 1 (vinyle et CD) * ; |
| 1992  | Gina Sbu * ; |
| 1993  | La Girolle ; Danielle Oderra [& Jean Marchand] ; Marcel Salvi * ; |
| 1995  | Evabritt Strandberg (suédois : Flen) ; |
| 1996  | Jean-Louis Daulne ; Daniel Guichard ; Arnold Johnston (anglais-américain : Vesoul) ; L'Âme des Poètes * ; Manu [Manu Bello] ; Jean-Pierre Morkerken ; |
| 1997  | Jenny Arean & Lucretia Van der Vloot (néerlandais : Delfzijl) ; |
| 1998  | Sébastian Farge * ; Francis Goya & le Trio de Michel Herr * ; Jean Guidoni ; Musique Simili ; Queen Bee (allemand : Du wolltest nach Vesoul) ; Zinzin [Bruno Desmet] * ; |
| 1999  | Jenny Arean (néerlandais : Delfzijl / Vesoul) ; Rossana Casale (italien : Vesoul) ; Claude Delabays & Christophe Leu ; Srđan Depolo (dalmate : Pusta Londra) ; Jean-Claude Derudder ; Sylvie Vartan, Version CD (medley) ; |
| 2000  | Christian Brun * ; Larue ; Rick & Les Affranchis ; Sylvie Vartan, Version DVD (idem Version CD 1999 / medley) ; Rony Verbiest * ; |
| 2001  | Gil Alon (hébreu : וזול / Vesoul) ; FreeBidou * ; Alain Jadot & Pierre Poujet (allemand : Bochum) ; Elsa Kvamme (norvégien : Moss) ; Alain Roels * ; David Vos ; |
| 2002  | Florence Absolu & Tobias Knebel ; Nathalie Boucheix * ; Vincent Carenzi * ; Noel Harrison ("Vésoul") ; Dirk Loombeek (allemand : Vesoul) ; Roland Matthies ; Barbara Thalheim & Berliner KammerOrchester (allemand : Glück ?) ; |
| 2003  | Marcel Amont ; Stéphane Courtot-Renoux & son Orchestre [Chant : Michel di Tore], Version no 1 (DVD) ; Dézoriental ; Jack L [Jack Lukeman] (DVD) (anglais : Vesoul) ; La Smala ; Le Guinguette Orchestra * ; Roland Moreno & Sylvain Robert & Jean-Sébastien Bach (Partita no 1 en si bémol majeur, BWV 825, Gigue) ; Mouron & Terry Truck ; North Gospel Quartet ; Dany Rossi ; Peter Ostrowski (anglais : Vesoul) ; Dirk Schäffer (allemand : Ulm / Vesoul) ; [Play-back = CD1 (chant témoin : Michel Thibault) + CD2 (anonyme) *] ; |
| 2004  | Camille O'Sullivan, Version no 1 (CD) ; Walter Di Gemma (milanais : A Milàn vegni nò) ; Kent ; El Kerfi Marcel [Kerfi Trouguer & Marcel Jouannaud] * ; Les Castafiores ; Les Martine City Queen ; Oblivion Jazz Trio (medley) * ; |
| 2005  | Camille (Camille O'Sullivan), Version no 2 (CD) ; Stéphane Courtot-Renoux, Version no 2 (CD) * ; Hot Lips Parade * ; Achil KomoDo ; Elmar Wittmann (allemand : Vesoul) ; |
| 2006  | Patrick Artero * ; Philippe Callens ; Camille (Camille O'Sullivan), Version no 3 (DVD) ; Canal'do (a cappella : "Vesoul, hambourg, en vers et en fleur") ; LeDuo [(Perrine Mansuy & François Cordas) + Bernard Santacruz] * ; Le Duo Absinthe ; Slovenian Police Band & Peter Kleine Schaars (medley) * ; Wende [Wende Snijders], Version no 1 (CD) ; |
| 2007  | A4 [Brel Unplugged] ; Philippe Callens (DVD) ; Dominique Horwitz ; Maxime Issakov [Максим Исаков], "Vésoul", Version CD et DVD-R double couche 8.5 GB ; Les Ekorchés ; Les Voisins du d'sus ; Flossie Malavialle ; Petra Nielsen (suédois : Borås) ; Florent Pagny, Versions no 1 (accompagné par Marcel Azzola) et no 2 (bonus = "fantôme" Opendisc) ; The Shoepolishers, Version no 1 ; Laurent Viel ; Dariusz Wasilewski (polonais : Vesoul) ;                                                                                     |
| 2008  | Marcel Azzola & Lina Bossatti, Version no 2 * ; Axel Chill ; Alain Marquina ; Daniel Michelin, Version CD et DVD ; Florent Pagny, Version no 3 (DVD bonus : édition limitée des 3 x CD digipack) ; Quatuor de Saxophones Inédits & Marcel Azzola * ; Sauf Qu'i Pleut ; Scorbüt (français et allemand) ; Wende [Wende Snijders], Version no 2 (DVD) ; Branko Završan (slovène : Tko kot zmer) ; |
| 2009  | Lydie Auvray Trio, Version no 2 (CD) * ; Bitte Bamberg-Thalén (suédois : Flen) ; Caragoss' ; Julien Dhalci ; Claire Elzière ; Les Chœurs de France (medley) ; Micheline [Micheline Van Hautem], Version no 1 ; Monig ha Captain Malo (orgue de barbarie : carton noté par Antoine Bitran) * ; Tatiana ; Robert Valter Trio ; |
| 2010  | Duo Sophie & Manu [Sophie Cornaz & Manu Maugain] (medley) * ; Lebeau Trio ; Micheline Van Hautem, Version no 2, & Erwin Van Ligten ; |
| 2011  | Lydie Auvray, Version no 3 (DVD et CD) * ; Branko Galoić & Skakavac Orkestar (croate : Ili ideš ti ili idem ja / Vesoul) ; Pier Paolo Pozzi Quartet * ; The Shoepolishers, Version no 2 ; |
| 2012  | Beltuner * ; Dominique Horwitz, Version no 2 ; Florent Pagny, Version no 4 (CD) ; Matti Seri [מתי סרי] (hébreu : יש גבול / Yesh gvul) ; |
| 2013  | "Belch'Quartet (démo)" ; HK [Kaddour Hadadi] ; Hiroko Ito [伊藤浩子] feat. Patrice Peyriéras * ; Frédéric Lamantia * ; Shirley Théroux ; |
| 2014  | Caroline du Bled & Scorbüt (français et allemand) ; |
| 2015  | Edith Darasse ; Adriana Queiroz & Filipe Raposo (CD et Brochure) ; Riguelle [Patrick Riguelle] ; Emmanuel Urbanet (CD et Livre-CD) ; |
| 2016  | Berline ; EVA [Embrasser Vivre Aimer] & Hiske Oosterwijk ; Fernand Rock Expérience ; David Linx & Brussels Jazz Orchestra ; Micheline Van Hautem, Version no 3, & Koninklijke Fanfare Kempenbloei ; |
| 2017  | Timo Tuominen (finnois : Vesouliin) ; Jeroen Willems (néerlandais : Leerdam) ; |
| 2018  | Camille & Julie Berthollet * ; Sébastien Lemoine ; Mimie Mathy (in Les Enfoirés : medley / CD et DVD) ; Maurane ; |
| 2019  | Thomas Dutronc ; Abdel Khellil (in Film-documentaire "Que l'Amour" de Lætitia Mikles) ; |
| 2020  | Les Goguettes en trio, mais à quatre; |
| 2021  | Pomplamoose |

- non datés : Roger Le Coz & Marcel Azzola (vinyle EP)  +  3 Cartons perforés pour Musique mécanique : Antoine Bitran (L'Atelier...) ** ; Pierre Charial ** ; Perbost (Atelier Didier Bougon) **.